# 피올라역
피올라역(이탈리아어: Piola)은 밀라노 지하철 2호선의 역이다. 1969년 9월 27일에 문을 열었다. 안토니오 바치니 가 (Via Antonio Bazzini)의 조바니 파치니 가 (Via Giovani Pacini)에 위치해 있으며, 이탈리아의 물리학자 가브리오 피올라에서 이름을 따온 피올라 광장 (Piazzale Piola)의 바로 동쪽에 위치해 있다.
이 역을 통해 람브라테 지역과 '치타 스투디' (Città Studi →공부의 도시)라는 이름의 지구로 갈 수 있는데, 이 지구는 밀라노 공과 대학교와 밀라노 대학교로 구성된 거대한 시립 대학 지구이다.

## 시설
이 역에는 다음과 같은 시설이 있다.
- 장애인 승객을 위한 접근 시설
- 에스컬레이터
- 승차권 자동 판매기
- 역 감시카메라